# DataPortability
La portabilidad de datos es la capacidad de las personas de reutilizar sus datos a través de aplicaciones interoperables - la capacidad de las personas de controlar su identidad, los medios de comunicación y otros tipos de datos de personales. El proyecto DataPortability trabaja para avanzar en esta visión mediante la identificación, contextualización y promover los esfuerzos en el espacio.
El producto está dirigido por un equipo distribuido globalmente sobre una base voluntaria.

## Historia del proyecto

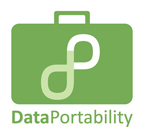
Primer k¡logo de DataPortability

El proyecto DataPortability fue fundado por un grupo de personas que conjuntaron un equipo de trabajo invitando a pensadores de la industria en noviembre de 2007 para explorar la idea.
En enero del 2008, varios de los actores más importantes en la industria web  apoyaron al grupo de trabajo: Google, Facebook y Plaxo el 8 de enero de 2008, seguido por Drupal, Netvibes y Mystrands, y después LinkedIn, Flickr, Six Apart y Twitter, así como Digg y Microsoft.
El proyecto fue considerado como una organización 501c3 sin fines de lucro en 2009.

## Modelo política de portabilidad
El proyecto oficializó un grupo de trabajo para los Términos de servicio y Acuerdo de Licencia del usuario final en 2008. El grupo de EULA/ToS consideró cómo incorporar prácticas de portabilidad de datos e ideas al contrato que habría entre los sitios y sus usuarios. El grupo anunció un cuestionario modelo de Políticas de Privacidad y PortabilityPolicy.org en julio de 2010. Las políticas de portabilidad estructuran la comunicación con los usuarios, como una política de privacidad. La intención era fomentar la discusión interna en las organizaciones acerca del papel que tenía la portabilidad de datos, educar a consumidores sobre los problemas de portabilidad, divulgar las prácticas de portabilidad de una manera comparativa en todos los sitios y a incentivar la portabilidad de datos.
La política del modelo, en el lanzamiento, contiene diez preguntas, cada una con una respuesta estructurada (sí/no, opción múltiple) y una narrativa recomendada para la respuesta.
| Pregunta | Respuestas posibles                                                                    |
| --- | -------------------------------------------------------------------------------------- |
| ¿Sus APIs y formato de datos están documentados? | Sí, No, No aplica                                                                      |
| ¿La gente necesita crear una nueva identidad para este producto, o puede utilizar una ya existente? | Nuevo comienzo, Identidad existente, No aplica                                         |
| ¿Las personas deben importar elementos para este producto, o puede atribuirse a elementos almacenados en otro lugar? ¿Puede este producto trabajar con objetos e información cuya "Casa de autoridad" es otro producto, o sólo puede funcionar con cosas alberga directamente? | Casa, Visitante, No aplica                                                             |
| ¿Este sitio puede ver actualizaciones que se hacen en otros sitios? ¿En casos donde el producto ubique o controle cosas que la persona ha guardado en algún producto de terceros, puede este producto mantenerse actualizado automáticamente? | No hay importaciones, una importación a la vez, ve actualizaciones, No aplica          |
| ¿Si una persona actualiza algo aquí, ese cambio es almacenado únicamente aquí o se puede notificar a otro producto? ¿Este producto proporciona una manera en la que otros puedan solicitar actualizaciones? | Silencio, Familiar, No aplica                                                          |
| ¿La persona puede permitir que otros sitios usen las cosas que han creado o actualizado? ¿Este producto provee a terceros una manera de autenticar a una persona y leer o escribir? | Sin acceso, pueden leer otros productos, otros productos pueden escribir, No aplica    |
| ¿Pueden las personas descargar o acceder remotamente una copia de todo lo que le ha proporcionado a este servicio? Como parte del uso estándar de la mayoría de los productos, las personas pueden importar o crear cosas. ¿Este producto proporciona una forma abierta, o libre de DRM para que las personas puedan recuperar o acceder a través de terceros todas las cosas que han creado? | No hay descarga, Hay algunas descargas, Descarga completa, No aplica                   |
| ¿La persona puede descargar o acceder remotamente a información que otros han aportado al producto? ¿En casos donde el producto permite descargar o acceder remotamente, puede la persona exportar o acceder a todos los datos a los que han tenido acceso, o sólo a los datos que han creado directamente?                                                                                   | Solo el proveedor, acceso total, No aplica                                             |
| ¿Este sitio borra una cuenta y los datos asociados a petición de un usuario? Si el usuario crea una contraseña o cuenta para usarla con este producto, ¿el producto proporciona una manera de cancelar la cuenta y borrar todos los datos asociados a él? | Cuentas inmortales, los datos expiran, Eliminación de cuentas por petición, No aplican |
| ¿Se dice donde se encuentran mis datos en el mundo real? En caso afirmativo, ¿Puedo descubrir en donde se guardan mis datos? ¿Puedo solicitar que mis datos almacenados bajo una jurisdicción u otra? | Sí, No, No aplica                                                                      |

## Tecnologías
Históricamente, el proyecto DataPortability ha sido asociado con la promoción de estándares abiertos.Formalmente, el grupo no ratifica ninguna tecnología específica sobre otra - pero sus dirigentes han dicho que apoyan el concepto más amplio de estándares abiertos porque ayudan a alcanzar la visión de la portabilidad de datos.
Existen muchos estándares abiertos que están considerados para avanzar en la visión, tales como  RDF, RDFa, microformatos, APML, FOAF, OAuth, OpenID, OPML, RSS, SIOC, the XHTML Friends Network (XFN), XRI, y XDI.

## Gobernanza
La comunidad del proyecto Dataportability reconoce formalmente a los miembros con derecho a voto como parte de la  asamblea. Miembros de la asamblea eligen a un grupo directivo, que a su vez tienen "la única autoridad para tomar decisiones determinantes de operación, orden y buena gobernanza del proyecto DataPortability." 
Desde el año 2010, las siguientes personas son miembros del grupo directivo:
- Elias Bizannes (Presidente)
- Steve Repetti (Vicepresidente)
- Anthony Broad-Crawford (Secretario)
- Brady Brim-DeForest (Tesorero)
- Daniela Barbosa
- Dan Brickley
- Willem Kossen
- Drummond Reed
- Phil Wolff

### Miembros anteriores
- J. Trent Adams (primer secretario)
- Brett McDowell
- Chris Saad
- Christian Scholz
- Steve Williams
- Steve Greenberg

## Otras lecturas
- Damnit¿FriendFeed Gets Even More Useful With An Interestingness Filter
- Who Owns Your Friends? Archivado el 17 de noviembre de 2015 en Wayback Machine.
- A Crystal Ball for the Media Industry: Future of Media Summit Connects Insights Between Silicon Valley and Australia (enlace roto disponible en Internet Archive; véase el historial, la primera versión y la última).
- MySpace Embraces DataPortability, Partners With Yahoo, Ebay And Twitter